# Теорії походження Київської держави
Теорії походження Київської держави — історичні концепції щодо появи й становлення середньовічної держави «Русь» на теренах Східної Європи із центром в Києві. У різні часи різними істориками пропонувались різноманітні концепції чужоземного творення держави: норманська, литовська, готська, хозарська. На противагу їм поставали антиконцепції та теорії автохтонних процесів державотворення. Більшістю сучасних істориків не заперечується певний чужинецький вплив на політичне та економічне життя Київської держави.
Найдавніший давньоукраїнський літопис — «Повість минулих літ» — заснування державності на східнослов'янських теренах приписує норманам (варягам), яких звали «русь». Запросили їх «княжити і володіти» ними племена чудь, словени, кривичі та весь. Відгукнувшись на це запрошення, три норманські брати Рюрик, Синеус і Трувер спочатку прийшли до словен, де заснували місто Ладогу, залишивши в ньому найстаршого Рюрика. Синеус і Трувер померли, а всю владу перебрав Рюрик. Прийшовши до озера Ільменя, він заклав Новгород і сів там княжити. Першими поселенцями в Новгороді були словени, в Полоцьку — кривичі, в Ростові — весь, в Муромі — мурома. Були в Рюрика двоє мужів не його племені — бояри Аскольд і Дір, які, підпросившись до Царгорода, з родом своїм рушили по Дніпру. У дорозі побачили вони городок, який поставили троє братів Кий, Щек і Хорив. Жителі того городка платили данину хозарам. Аскольд і Дір зостались там, зібрали багато варягів і почали володіти полянською землею.

## Норманська та антинорманська теорії
Довкола цього літописного твердження, а заразом — і навколо проблеми походження Київської держави півтора століття точиться дискусія між так званими норманістами й антинорманістами. Недостатність, суперечливість і неоднозначність історичного матеріалу, різні методологічні підходи, політична заангажованість ставали на заваді об'єктивного дослідження процесу виникнення Давньоруської держави. Позанаукове трактування цієї проблеми було започатковане у середині XVIII ст. в Санкт-Петербурзькій академії наук у полеміці між Г. Міллером та М. Ломоносовим. Перший доводив, що Київську Русь заснували нормани, а другий рішуче спростовував цю версію. Майже одразу полеміка, що спершу претендувала на науковість, переросла в ідеологічне протистояння.
Норманісти, як і антинорманісти, виникнення держави вважали кульмінаційним одномоментним актом, безпосереднім наслідком діяльності конкретної історичної особи. Під впливом такої доктрини опинилися покоління істориків XIX — першої половини XX ст. У центрі дискусії фігурувало обмежене коло питань — про походження назви «Русь», про те, до якого етносу могли належати літописні варяги й хто були перші руські князі.
Хоча, як видно з літопису, автор під «варягами» розумів сукупність народів, що жили поза Руссю полянською, київською в тому числі й тих, що осіли в Західній Європі. Та русь вважалась варязькою, тобто закордонною, а київська — корінною, метропольною. «Варязьку русь» і вивів у IX ст. Рюрик у Подніпров'я.
Але назва держави не обов'язково відображає сутність її походження. Це простежується на багатьох прикладах з європейської історії, коли назви держав виникли під впливом прийшлих етносів, які з плином часу асимілювалися з місцевими. Так, назва Болгарії походить від імені кочівників-завойовників тюркського походження — болгар; Франції — від імені германського племінного союзу, очоленого франками, які захопили Галлію; Англії — від германського племені англів, котре завоювало місцеве кельтське населення.
Не має принципового значення й етнічне походження вояків-ватажків, які були причетні до створення держави. Як соціальний інститут, що виникає тільки на певній стадії розвитку суспільства, держава нівелює етнічні ознаки правлячої династії, висуваючи на чільне місце структури не племінного, а територіального, над племінного типу. Більше того, розмиванню особливих етнічних, ментальних рис норманської знаті сприяло ослов'янення скандинавів завдяки приватним, а особливо шлюбним зв'язкам. Про глибину цього процесу свідчить хоча б те, що син Ігоря та Ольги став першим князем, названим слов'янським іменем — Святослав. Найдовше зберігалась мовна ознака, що свідчила про приналежність прийшлого етносу. Деякий час існувала двомовність, яка побутувала ще при дворі Ярослава Мудрого. Його сини були останніми київськими князями, щодо яких засвідченно знання  шведської мови. Тому, незалежно від того, ким були Аскольд і Дир — норманами, як вважає літописець, чи останніми представниками полянської князівської династії Кия, як вважає більшість вчених, — у часи Аскольда (за літописом, між 862—882 рр.) Русь охоплювала найближчі до Києва території племінних союзів полян, деревлян, дреговичів, та південно-західних сіверян.
Це дає підстави вважати норманську теорію спростованою. Без сумніву, нормани в IX—XI ст. відігравали на Русі активну політичну роль. Безперечне й скандинавське походження Рюрикової династії. Але східнослов'янське суспільство ще до появи варягів мало свої продержавні утворення. Перша руська держава постала з поєднання багатьох, а не лише окремих чинників; варязький був лише одним з них. Руська історія тільки завдяки варягам є такою ж фікцією, як руська історія без них.

## Хозарська гіпотеза
Загальновідомо, що в середині VII ст. тюркомовні племена утворили в пониззях Дону й Волги та на Північному Кавказі могутню державу — Хозарський каганат. У VIII ст. він підкорив слов'янські племена полян, сіверян, радимичів та в'ятичів. Ці факти були використані для обґрунтування тези про хозарське походження Київської Русі. Наприклад, у Конституції Пилипа Орлика (1710) стверджувалось, що «хозари-козаки» першими прийняли християнство ще до Володимира Святого. Це означало, що протоукраїнська держава, де головною силою були «хозари-козаки», раніше за Володимира прилучилася до європейської цивілізації. Постала ця гіпотеза за конкретної політичної ситуації, на основу пошуку протидії (зокрема, й ідеологічної) політиці Москви. Щоб уникнути будь-яких намагань довести спорідненість історії України та Московії, в тому числі й щодо віри, Пилип Орлик і висунув тезу про хрещення «хозар-козаків», наголошуючи, що вони раніше навернулися до цивілізованого світу, не маючи ніякого відношення до азійського деспотизму Москви.
Така точка зору істориками різних поколінь не була сприйнята, як і твердження сучасного історика-дослідника О. Пріцака про те, що поляни були не слов'янами, а різновидом хозар, а їхня київська гілка — спадкоємицею роду Кия. Археологічні дослідження давнього Києва свідчать про місцеву слов'янську самобутність його матеріальної культури.
Насправді Русь і Хозарія були паралельними утвореннями, що розвивалися в приблизно однакових хронологічних межах, а ті слов'янські племена, які підкорялися Хозарії, у процесі становлення Київської Русі поступово переходили під її владу. До того ж руси неодноразово вторгалися у хозарські землі. У 60-ті роки X ст. внаслідок війни з русами Хозарська держава перестала існувати. З IX ст. в Європі домінувала Давньоруська держава.

## Кельтська теорія
Засновником кельтської теорії походження Русі по праву вважається відомий український політик, правознавець та громадський діяч Сергій Шелухін (1864—1938), який запропонував дану теорію наприкінці 1920-х років. На його думку, народ «русь», який розміщується літописцем поряд із англами та галлами, може бути ототожнений з рутенами (Rutheni) — кельтським плем'ям, яке у І ст. до н. е. зафіксоване Юлієм Цезарем на півдні Галлії, у межиріччі Рони та Гаронни. Рутени, як зазначає дослідник, отримали свою назву від території, на якій проживали: вона «була трактом, шляхом, route для всіх народів, які ходили в Галію і через Галію».
Важливим аргументом на користь даної концепції український мовознавець-славіст В. Г. Скляренко вважає імена варягів, які згадуються в літописі, зокрема у переліку імен руських послів, які брали участь в укладенні угоди з Візантією у 941 р. Як і раніш російський історик-публіцист А. Г. Кузьмін, В. Скляренко доходить висновку про кельтське походження більшості з них. Водночас, виходячи із сучасного стану наукової розробки кельтської ономастики, запропонована А. Кузьміним та В. Скляренком етимологія, яка спирається головним чином на досить застарілий «Давньокельтський словник» Альфреда Хольдера, виданий в 19 ст., викликає значні сумніви.